# Pizzeria lui Sal
Pizzeria lui Sal (titlu original: Do the Right Thing) este un film american de comedie și dramatic din 1989. Este scris, produs și regizat de Spike Lee. Rolurile principale au fost interpretate de actorii Danny Aiello, Ossie Davis, Ruby Dee, Richard Edson, Giancarlo Esposito, Bill Nunn, John Turturro și Samuel L. Jackson. Filmul este notabil și pentru că în acesta debutează Martin Lawrence și Rosie Perez.
Filmul prezintă evoluția unor tensiune rasiale dintr-un cartier din Brooklyn care culminează într-o tragedie în cea mai fierbinte zi de vară.
În 1999, a fost ales pentru conservare de către Biblioteca Congresului în Registrul Național [American] de Film fiind considerat "de importanță culturală, istorică sau estetică".
A fost nominalizat la Premiul Oscar pentru cel mai bun actor în rol secundar (Danny Aiello) și la Premiul Oscar pentru cel mai bun scenariu original (Spike Lee). Este menționat uneori în liste de filme considerate cele mai bune din toate timpurile.

## Distribuție
- Spike Lee - Mookie
- Danny Aiello - Sal
- Ossie Davis - Da Mayor
- Ruby Dee - Mother Sister
- Giancarlo Esposito - Buggin' Out
- Bill Nunn - Radio Raheem
- John Turturro - Pino
- Richard Edson - Vito
- Roger Guenveur Smith - Smiley
- Rosie Perez - Tina
- Joie Lee - Jade
- Steve White - Ahmad
- Martin Lawrence - Cee
- Leonard L. Thomas - Punchy
- Christa Rivers - Ella
- Robin Harris - Sweet Dick Willie
- Paul Benjamin - ML
- Frankie Faison - Coconut Sid
- Samuel L. Jackson - Mister Señor Love Daddy
- Steve Park - Sonny
- Rick Aiello - Officer Gary Long
- Miguel Sandoval - Officer Mark Ponte
- Luis Antonio Ramos - Stevie
- John Savage - Clifton
- Frank Vincent - Charlie
- Richard Parnell Habersham - Eddie
- Ginny Yang - Kim
- Nicholas Turturro (extra) (nemenționat)

## Producție
Spike Lee a terminat scenariul în două săptămâni. Filmările au avut în perioada 18 iulie - 9 septembrie 1988 în cartierul Brooklyn din New York NYC.
Cheltuielile de producție s-au ridicat la 6 milioane $.

## Primire
A avut încasări 37,3 milioane $.

### Premii și nominalizări
| Listă de premii și nominalizări         | Listă de premii și nominalizări | Listă de premii și nominalizări                          | Listă de premii și nominalizări                                                               | Listă de premii și nominalizări |
| Premiu                                  | Data ceremoniei                 | Categoria                                                | Nominalizați                                                                                  | Rezultat                        |
| --------------------------------------- | ------------------------------- | -------------------------------------------------------- | --------------------------------------------------------------------------------------------- | ------------------------------- |
| Academy Awards                          | 28 martie 1990                  | Best Actor in a Supporting Role                          | Danny Aiello                                                                                  | Nominalizare                    |
| Academy Awards                          | 28 martie 1990                  | Best Writing, Screenplay Written Directly for the Screen | Spike Lee                                                                                     | Nominalizare                    |
| Belgian Syndicate of Cinema Critics     | 1990                            | Grand Prix                                               |                                                                                               | Nominalizare                    |
| Boston Society of Film Critics          | 1990                            | Best Supporting Actor                                    | Danny Aiello                                                                                  | Câștigat                        |
| Cannes Film Festival                    | 23 mai 1989                     | Palme d'Or                                               | Spike Lee                                                                                     | Nominalizare                    |
| Chicago Film Critics Association        | 1990                            | Best Picture                                             |                                                                                               | Câștigat                        |
| Chicago Film Critics Association        | 1990                            | Best Director                                            | Spike Lee                                                                                     | Câștigat                        |
| Chicago Film Critics Association        | 1990                            | Best Supporting Actor                                    | Danny Aiello                                                                                  | Câștigat                        |
| Golden Globe Awards                     | 20 ianuarie 1990                | Best Motion Picture – Drama                              |                                                                                               | Nominalizare                    |
| Golden Globe Awards                     | 20 ianuarie 1990                | Best Supporting Actor – Motion Picture                   | Danny Aiello                                                                                  | Nominalizare                    |
| Golden Globe Awards                     | 20 ianuarie 1990                | Best Director – Motion Picture                           | Spike Lee                                                                                     | Nominalizare                    |
| Golden Globe Awards                     | 20 ianuarie 1990                | Best Screenplay – Motion Picture                         | Spike Lee                                                                                     | Nominalizare                    |
| Los Angeles Film Critics Association    | 16 decembrie 1989               | Best Film                                                |                                                                                               | Câștigat                        |
| Los Angeles Film Critics Association    | 16 decembrie 1989               | Best Supporting Actor                                    | Danny Aiello                                                                                  | Câștigat                        |
| Los Angeles Film Critics Association    | 16 decembrie 1989               | Best Director                                            | Spike Lee                                                                                     | Câștigat                        |
| Los Angeles Film Critics Association    | 16 decembrie 1989               | Best Screenplay                                          | Spike Lee                                                                                     | 2nd place                       |
| Los Angeles Film Critics Association    | 16 decembrie 1989               | Best Music                                               | Bill Lee                                                                                      | Câștigat                        |
| MTV Movie Awards                        | 6 iunie 2006                    | Silver Bucket of Excellence                              |                                                                                               | Câștigat                        |
| NAACP Image Awards                      | 11 decembrie 1989               | Outstanding Actress in a Motion Picture                  | Ruby Dee                                                                                      | Câștigat                        |
| NAACP Image Awards                      | 11 decembrie 1989               | Outstanding Supporting Actor in a Motion Picture         | Ossie Davis                                                                                   | Câștigat                        |
| National Society of Film Critics Awards | 8 ianuarie 1990                 | Best Director                                            | Spike Lee                                                                                     | norvegiană 3rd place            |
| New York Film Critics Circle            | 14 ianuarie 1990                | Best Film                                                |                                                                                               | norvegiană 5th place            |
| New York Film Critics Circle            | 14 ianuarie 1990                | Best Screenplay                                          | Spike Lee                                                                                     | norvegiană 4th place            |
| New York Film Critics Circle            | 14 ianuarie 1990                | Best Cinematography                                      | Ernest Dickerson                                                                              | Câștigat                        |
| The 20/20 Awards                        | 2010                            | Best Picture                                             |                                                                                               | Nominalizare                    |
| The 20/20 Awards                        | 2010                            | Best Director                                            | Spike Lee                                                                                     | Câștigat                        |
| The 20/20 Awards                        | 2010                            | Best Supporting Actor                                    | Danny Aiello                                                                                  | Nominalizare                    |
| The 20/20 Awards                        | 2010                            | Best Supporting Actor                                    | John Turturro                                                                                 | Nominalizare                    |
| The 20/20 Awards                        | 2010                            | Best Original Screenplay                                 | Spike Lee                                                                                     | Nominalizare                    |
| The 20/20 Awards                        | 2010                            | Best Film Editing                                        | Barry Alexander Brown                                                                         | Câștigat                        |
| The 20/20 Awards                        | 2010                            | Best Original Song                                       | "Fight the Power" Music and Lyrics by Chuck D, Hank Shocklee, Eric Sadler, and Keith Shocklee | Câștigat                        |

Listele Instituitului American de Film
- AFI's 100 Years...100 Movies – Nominalizare
- AFI's 100 Years...100 Thrills – Nominalizare
- AFI's 100 Years...100 Songs:
  - "Fight the Power" – No. 40
- AFI's 100 Years...100 Movie Quotes:
  - "Always Do The Right Thing" - Nominalizare
- AFI's 100 Years...100 Cheers – Nominalizare
- AFI's 100 Years...100 Movies (10th Anniversary Edition) – No. 96

## Coloană sonoră
| Nr. | Titlu                      | Muzică                    | Producer(s)                                | Lungime |  |
| 1.  | „Fight the Power”          | Public Enemy              | Hank Shocklee, Carl Ryder, Eric Sadler     | 5:23    |  |
| 2.  | „My Fantasy”               | Teddy Riley, Guy          | Teddy Riley, Gene Griffin                  | 4:57    |  |
| 3.  | „Party Hearty”             | E.U.                      | Kent Wood, JuJu House                      | 4:43    |  |
| 4.  | „Can't Stand It”           | Steel Pulse               | David R. Hinds, Sidney Mills               | 5:06    |  |
| 5.  | „Why Don't We Try?”        | Keith John                | Vince Morris Raymond jones larry decarmine | 3:35    |  |
| 6.  | „Feel So Good”             | Perri                     | Paul Laurence, Jones                       | 5:39    |  |
| 7.  | „Don't Shoot Me”           | Take 6                    | Mervyn E. Warren                           | 4:08    |  |
| 8.  | „Hard to Say”              | Lori Perry, Gerald Alston | Laurence                                   | 3:21    |  |
| 9.  | „Prove to Me”              | Perri                     | Jones, Sami McKinney                       | 5:24    |  |
| 10. | „Never Explain Love”       | Al Jarreau                | Jones                                      | 5:58    |  |
| 11. | „Tu y Yo/We Love [Jingle]” | Rubén Blades              | Blades                                     | 5:12    |  |